# Dean Wareham
Dean Wareham (* 1. srpna 1963) je novozélandský zpěvák a kytarista. Narodil se v novozélandském Wellingtonu a brzy se s rodinou přestěhoval do Sydney. Roku 1977 se rodina usadila v New Yorku. Zde studoval na Daltonské škole a později získal titul na Harvardově univerzitě. V roce 1987 založil skupinu Galaxie 500, kterou opustil v roce 1991. Toho roku založil kapelu Luna, v níž působila i jeho pozdější manželka Britta Phillips. Skupina se rozpadla v roce 2005, Wareham však se svou ženou pokračoval pod názvem Dean & Britta. Roku 2014 vydal své první sólové album nazvané Dean Wareham. V roce 2008 vyšla jeho autobiografická kniha nazvaná Black Postcards.